# 로랑 캉테
로랑 캉테(Laurent Cantet, 1961년 4월 11일~2024년 4월 25일)는 프랑스의 영화 감독이다. 《클래스》로 2008년 칸 영화제 황금종려상을 수상하였다.